# Grindwal krótkopłetwy
Grindwal krótkopłetwy, pilot (Globicephala macrorhynchus) – gatunek ssaka zaliczany do rodziny delfinowatych (Delphinidae), mimo iż swoim zachowaniem bardziej przypomina wieloryba. Posiada skórę koloru czarnego bądź ciemnoszarego. W chwili narodzin mierzy 1,4-1,9 m długości, natomiast dorosłe okazy mają od 3,5-6,5 m długości i ważą od 1 do 4 ton. Delfiny te żyją w stadach liczących od 10 do 30 okazów (czasem więcej). Ich pożywienie stanowią ośmiornice, kałamarnice i ryby.